# Guttorm Berge
Guttorm Berge (* 19. April 1929 in Vardal, Oppland; † 13. März 2004 in Høvik, Bærum) war ein norwegischer Skirennläufer.

## Biografie
Berge studierte in den Vereinigten Staaten, wo er zusammen mit Becky Fraser und Penny Pitou dem starken Team des Middlebury College (Vermont) angehörte. Den größten Erfolg seiner Karriere feierte er 1952 mit dem Gewinn der Bronzemedaille im Slalom bei den Olympischen Winterspielen in Oslo, wo er zudem 13. im Riesenslalom wurde. Die Olympischen Spiele wurden zu dieser Zeit zugleich als Weltmeisterschaften gewertet. Vier Jahre später blieb er bei den Olympischen Winterspielen 1956 in Cortina d’Ampezzo ohne Resultat und schied sowohl im Slalom als auch im Riesenslalom aus. 
Bei den Weltmeisterschaften 1950 in Aspen erzielte Berge den achten Platz im Riesenslalom, bei den Weltmeisterschaften 1954 in Åre startete er im Slalom, wurde aber disqualifiziert. 1948 wurde Berge norwegischer Meister in der Abfahrt und der Kombination, 1956 gewann er die Titel in Slalom und Riesenslalom und 1958 noch einmal im Riesenslalom. Er siegte 1950 und 1951 im Silver Belt in Sugar Bowl und wurde 1951 US-amerikanischer Meister im Slalom.